# 愛麗絲·坦潔里尼
愛麗絲·R·坦潔里尼（英語：Alice R. Tangerini，1949年4月25日—），是一名美國植物插畫家。1972年時，坦潔里尼被植物學家萊曼·布拉德福德·史密斯雇用，成為美國國立自然史博物館植物館中的一名插畫繪製員。早先在史密森尼學會工作時，她在維吉尼亞聯邦大學取得了美術學士學位。直到2017年3月9日，坦潔里尼一直是史密森尼學會唯一聘雇的植物插畫家。
除了繪製插畫外，坦潔里尼還會開班教授插畫，並擔任美國國立自然史博物館植物部的經理以及策展人。2005年時，坦潔里尼應不明原因受傷並失去她的右眼視力，在手術後又罹患複視。她曾獲自然科學插畫家公會之「傑出服務獎」和美國植物藝術家協會之「植物科學藝術傑出獎」。她還被美國植物學家華倫·H·華格納和史密森尼學會評為該領域的領導人物。

## 早年人生與教育
愛麗絲·R·坦潔里尼，1949年4月25日出生於美國馬利蘭州塔科馬帕克，成長於肯辛頓。在她4歲時，畫畫成了她的「畢生至愛」。當坦潔里尼還是高中生時，她曾透過一名家族的好友與植物學家萊曼·布拉德福德·史密斯會面。之後史密斯成為坦潔里尼的導師，在一門時數高達六小時的課程中，史密斯常拿死亡的植物模型讓坦潔里尼練習作畫。就讀維吉尼亞聯邦大學時，坦潔里尼把她的暑假都花在史密森尼學會的工作上。1972年，坦潔里尼成功取得美術學士學位。畢業後，史密斯雇用了坦潔里尼，成為美國自然史博物館植物館的插畫繪製員。之後，她被史密森尼學會雇用，成為該學會第一位被雇用的植物插畫家。

## 職業生涯

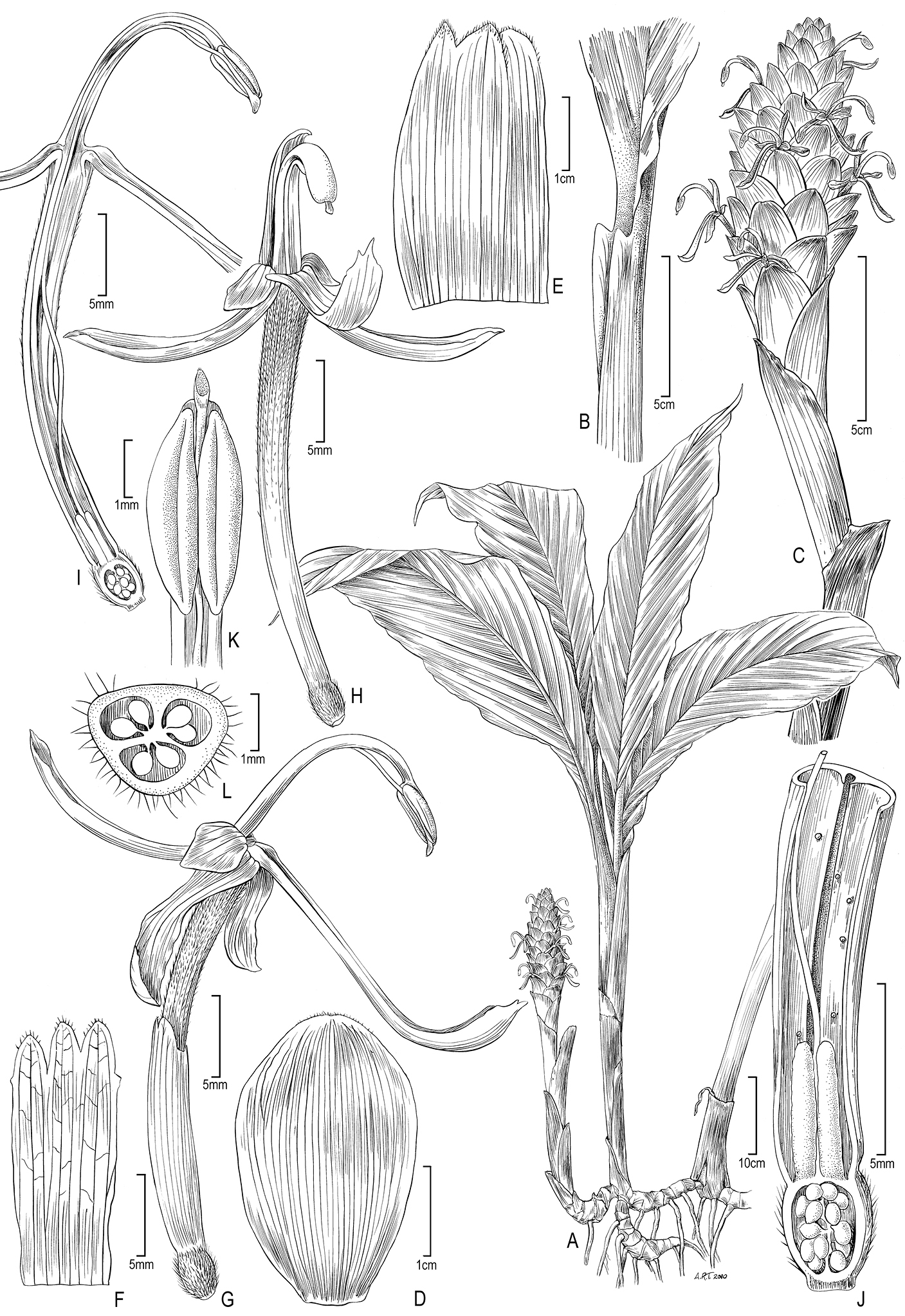
坦潔里尼所繪製的植物插畫

坦潔里尼主要在美國國家標本館繪製插畫，並在美國植物學家華倫·H·華格納手下工作。雖然坦潔里尼使用壓製或乾燥的標本做畫，但她仍然前往加州、夏威夷和圭亞那，到自然環境中觀察植物。她將植物藝術與純粹美術分開：「植物藝術如果不能被當作『種』的話，至少也要是『屬』」。
根據美國植物藝術家協會，坦潔里尼至少為100種的植物繪製插畫。她主要使用鋼筆和墨水、或是用墨水刷製而成，偶爾會使用石墨或數位繪圖。坦潔里尼大多數的作品都以黑白色為主體，將陰影的部分極小化，圖畫的光源則在左上角。她也曾嘗試繪製彩色插圖。插圖完成後，坦潔里尼繪依照植物插圖的分類傳統，著重於植物的型態和內部構造，其次才是顏色。
坦潔里尼的插畫出現在許多出版品中，例如《圭亞那植物志》（The Flora of the Guianas）等書。1980年，她在美國自然史博物館舉辦了「單人棕梠畫展」（One-man show of palm drawings），1990年時，她策劃了「北美野花：瑪莉·禾克斯·沃考特水彩畫展」，這個展覽同樣在美國自然史博物館展出。2013年，坦潔里尼與維奇·芬克、哈羅德·E·羅賓森共同編寫並在植物月刊《PhytoKeys》發表了一篇文章，名為。同一年，學者李奧納多·H·佛萊明（Theodore H. Fleming）與W·約翰·克雷斯（W. John Kress），感謝坦潔里尼提供他們著作《生命的飾品：共同演化與熱帶地區的保育》（The Ornaments of Life: Coevolution and Conservation in the Tropics）封面和內文中的圖畫。2015年，坦潔里尼設立了一個網站，以此來分類她以及其他在植物標本館中工作的插圖畫家的畫作。直到2017年3月9日為止，坦潔里尼都是史密森尼學會唯一雇用的植物插畫家。
除了繪製插圖以外，坦潔里尼在多個地方如史密森尼學會、美國農業部、蒙哥馬利學院、維吉尼亞聯邦大學、科科倫藝術及設計學校及明尼蘇達植物藝術學校（Minnesota School of Botanical Art）授課。她現在是美國自然史博物館植物部經理及植物藝術的策展人，並負責發表史密森尼學會植物插圖目錄。她也是美國植物藝術家協會的董事會成員
。

### 受傷
2005年，坦潔里尼因為不明原因受傷並導致右眼視力全損。坦潔里尼並未得到明確的病因診斷，她將受傷的主因歸因於長年的工作。同年手術結束後，坦潔里尼罹患複視。華格納建議坦潔里尼戴個眼罩，並把他兒子的海盜眼罩給坦潔里尼，以讓她能夠繼續在博物館工作。之後坦潔里尼戴著眼罩返回工作崗位，此外她也開始使用數位繪圖板和Adobe Photoshop，更依賴科技來提供她清楚的視野。

## 獎項及表彰
1999年，坦潔里尼獲得自然科學插畫家公會之「傑出服務獎」。2008年，美國植物藝術家協會將「植物科學藝術傑出獎」頒給了她。
2016年8月26日，坦潔里尼被史密森學會檔案館評為「週三傑出婦女」（Wonderful Women Wednesday），並形容她是一名「創始者」（Groundbreaker）。美國義大利之子勳章則稱她為「世界最好的一個植物插畫家」。華倫·H·華格納則稱坦潔里尼是在她所屬的領域中，最佳的藝術家，史密森尼學會則稱她是「當代插畫家的領導者」。

### 引文
1. 1 2 3  . 美國自然史博物館. （原始内容存档于2017-07-04）.
2. 1 2 3 4 5 6 7  Corson, Cheryl. . Hill Rag. Capital Community News Inc. 2017-03-09  [2019-07-17]. （原始内容存档于2019-07-17）.
3. 1 2 3 4 5 6 7 8  . American Society of Botanical Artists. （原始内容存档于2016-04-13）.
4. 1 2 3 4 5  Robbins, Ted. . NPR. 2009-09-08. （原始内容存档于2016-03-17）.
5. ↑  . Guild of Natural Science Illustrators. （原始内容存档于2016-06-12）.
6. 1 2  Ben-Ari, Elia T. . BioScience. Oxford University Press. 1999-08-01. （原始内容存档于2017-07-14）.
7. 1 2  Flannery (2015): p. 223.
8. ↑  . 美國自然史博物館. （原始内容存档于2017-07-14）.
9. ↑  Fleming & Kress (2013): p. xi.
10. ↑  . 維吉尼亞聯邦大學. （原始内容存档于2015-09-06）.
11. ↑  . 美國植物藝術家協會（英语：American Society of Botanical Artists）. （原始内容存档于2017-02-27）.
12. ↑  Kapsalis, Effie. . 史密森學會檔案館. 2016-08-24. （原始内容存档于2017-03-15）.
13. ↑  . 美國義大利之子勳章（英语：Order Sons of Italy in America）. 2011. （原始内容存档于2017-07-14）.
14. ↑  . 史密森尼學會. 2017-02-12. （原始内容存档于2017-07-14）.

### 書籍資料
- Felming, Theodore H.; Kress, W. John. . Chicago: University of Chicago Press. 2013. ISBN 978-0-226-25341-1.
- Flannery, Maura C. . Ursyn, Anna  (编). . Hershey: IGI Global. 2015: 213–242. ISBN 978-1-466-68142-2.

## 外部連結
- 美國自然史博物館網站上的愛麗絲·坦潔里尼 （页面存档备份，存于）